# Unguicularia unguiculata
Unguicularia unguiculata är en svampart som beskrevs av Höhn. 1905. Unguicularia unguiculata ingår i släktet Unguicularia och familjen Hyaloscyphaceae.   Inga underarter finns listade i Catalogue of Life.